# Tineobius citri
Tineobius citri är en stekelart som beskrevs av William Harris Ashmead 1896. Tineobius citri ingår i släktet Tineobius och familjen hoppglanssteklar. Inga underarter finns listade i Catalogue of Life.